# Yaw Paintsil
Yaw Paintsil (Norvégia, 1999. augusztus 19. –) norvég labdarúgó, a Tromsø középpályása.

## Pályafutása
Paintsil Norvégiában született. Az ifjúsági pályafutását az Årvoll akadémiájánál kezdte.
2016-ban mutatkozott be az Årvoll felnőtt keretében. 2017-ben a harmadosztályban szereplő Kjelsåshoz igazolt. 2023. január 23-án három éves szerződést kötött az első osztályban érdekelt Tromsø együttesével. Először a 2023. április 10-ei, Molde ellen 1–0-ra megnyert mérkőzés 69. percében, Runar Norheim cseréjeként lépett pályára. Első gólját 2023. április 30-án, a Strømsgodset ellen idegenben 1–0-ás győzelemmel zárult találkozón szerezte meg.

## Statisztikák
2023. augusztus 6. szerint
| Klub     | Szezon   | Osztály     | Bajnokság | Bajnokság | Kupa  | Kupa | Nemzetközi | Nemzetközi | Összesen | Összesen |
| Klub     | Szezon   | Osztály     | Meccs     | Gól       | Meccs | Gól  | Meccs      | Gól        | Meccs    | Gól      |
| -------- | -------- | ----------- | --------- | --------- | ----- | ---- | ---------- | ---------- | -------- | -------- |
| Tromsø   | 2023     | Eliteserien | 15        | 4         | 3     | 0    | —          | —          | 18       | 4        |
| Összesen | Összesen | Összesen    | 15        | 4         | 3     | 0    | 0          | 0          | 18       | 4        |